# Сарису (Джангельдинський район)
Сарису́ (каз. Сарысу) — село у складі Джангельдинського району Костанайської області Казахстану. Входить до складу Жаркольського сільського округу.
Населення — 142 особи (2021; 338 у 2009, 337 у 1999, 356 у 1989).